# Phalangium pallidum
Phalangium pallidum is een hooiwagen uit de familie echte hooiwagens (Phalangiidae).